# سورا (برشلونة)
بلدية سورا (بالكاتالانية: Sora) هي إحدى بلديات مقاطعة برشلونة، والتي تقع في منطقة كاتالونيا، شرق إسبانيا.
يبلغ عدد سكانها 178 نسمة وفقاً لإحصائية سنة (2007).